# Port Ludlow
Port Ludlow is een plaats (census-designated place) in de Amerikaanse staat Washington, en valt bestuurlijk gezien onder Jefferson County.

## Demografie
Bij de volkstelling in 2000 werd het aantal inwoners vastgesteld op 1968.

## Geografie
Volgens het United States Census Bureau beslaat de plaats een oppervlakte van
36,4 km², waarvan 29,6 km² land en 6,8 km² water. Port Ludlow ligt op ongeveer 57 m boven zeeniveau.

## Plaatsen in de nabije omgeving
De onderstaande figuur toont nabijgelegen plaatsen in een straal van 20 km rond Port Ludlow.